# Štěpánka Pučálková
Štěpánka Pučálková (* 11. Juli 1986 in Berlin) ist eine tschechische Opernsängerin in der Stimmlage Mezzosopran.

## Biografie
Štěpánka Pučálková studierte Gesang am Salzburger Mozarteum bei Elisabeth Wilke und schloss dort 2012 ihr Masterstudium im Fach Oper und Musiktheater bei Josef Wallnig und Eike Gramss ab. Seit der Spielzeit 2018/19 gehört sie dem Ensemble der Semperoper Dresden an und trat dort u. a. als Sesto Pompeo in Giulio Cesare, Cherubino in Le nozze di Figaro, Muse/Nicklausse in Hoffmanns Erzählungen, Rosina in Il barbiere di Siviglia, Olga in Eugen Onegin und Adalgisa in Norma auf. Ihr Debüt als Charlotte in Werther am Nationaltheater Prag im Jahr 2018 wurde mit dem Preis des Direktors des Nationaltheaters Prag für junge Künstler bis 35 Jahre ausgezeichnet. In der Titelrolle von Carmen debütierte sie 2020 an der Volksoper Wien.

## Preise und Auszeichnungen
- Auszeichnung als »Beste weibliche Stimme«  beim Concours International de Belcanto Vincenzo Bellini in Marseille, 2016
- Preis des Direktors des Nationaltheaters Prag für junge Künstler bis 35 Jahre, 2018